# Coroação de D. Pedro II (Manuel de Araújo Porto-Alegre)
O quadro A Coroação de D. Pedro II é um óleo sobre tela datado dos anos 1845 e 1846, que mede aproximadamente 80 x 110 cm. Atualmente, a obra se encontra no Museu Histórico Nacional do Rio de Janeiro.
A obra foi pintada pelo escritor romantista, político, jornalista, caricaturista, arquiteto, professor e diplomata brasileiro Manuel José de Araújo Porto-Alegre, primeiro e único barão de Santo Ângelo (Rio Pardo, 29 de novembro de 1806 — Lisboa, 30 de dezembro de 1879).
Porto-Alegre começou seus estudos em pintura com o francês François Thér e com os cenógrafos Manuel José Gentil e João de Deus. Mudou para o Rio de Janeiro aos dezenove anos, em janeiro de 1827, para matricular-se na Escola Militar do Rio de Janeiro. No entanto, matriculou-se na Academia Imperial de Belas Artes, na qual foi aluno de Jean Baptiste Debret.
Foi no ano de 1831 que, devido à intervenção de Evaristo da Veiga, Manuel José viajou para Paris, em companhia de seu mestre e amigo Debret, que deixava definitivamente o Brasil. Na Europa, estuda na Escola de Belas Artes de Paris, tendo como mestres o pintor romântico Antoine-Jean Gros e o arquiteto François Debret. Depois disso, viaja pela Itália, onde estuda com o arqueólogo Antonio Nibby. Antes de retornar ao Brasil, ainda viaja para a Inglaterra, Países Baixos e Bélgica com o poeta Gonçalves de Magalhães. Apenas em 1837 volta para o Rio de Janeiro em maio de 1837 e passa a desenvolver atividades variadas como professor de desenho, poeta e, inclusive, crítico e historiador de arte, área na qual também é considerado como fundador da disciplina no Brasil.
Manuel foi um dos responsáveis por organizar a cerimônia de coroação de d. Pedro II, em 1840. Como mérito de seus trabalhos prestados durante as comemorações, recebeu os títulos de pintor da Imperial Câmara, cavaleiro da Ordem de Cristo e cavaleiro da Rosa, tornando-se assim um personagem ativo da vida cotidiana do Império. Após os festejos imperiais, começou a esboçar o quadro Coroação de Pedro II. Devido a essa presença na corte brasileira, passou a pintar personalidades ilustres do Brasil imperial, como o Marquês de Sapucaí, o Visconde de São Leopoldo, o Barão de Inhomerim e o Bispo Capelão-Mor.

## Descrição
Para descrever a obra, ela será dividida em três áreas: o setor esquerdo, o setor central, e o setor direito. É interessante lembrar que as direções são relativas a uma pessoa que olha para o quadro.
Inicialmente, no setor esquerdo, foram retratadas diversas pessoas, de modo que formam uma plateia. Todos estão vestidos com roupas nobres. Em meio à plateia, destaca-se um pequeno grupo de sacerdotes, caracterizados por chapéus dourados em formato alto e cônico. Ao fundo, é possível perceber uma cruz, segurada por uma haste. Ao fundo, em segundo plano atrás da plateia, está uma câmara, bem iluminada, com diversas colunas e um lustre ao centro.
No setor central, na parte superior e em uma espécie de camarote, estão duas moças vestidas de branco, observando a cerimônia de coroação do príncipe regente. Abaixo delas, é possível ver a arquitetura do espaço: repleta de colunas largas, de estilo clássico. Na parte inferior, está em destaque a continuação da plateia.
É no setor direito do quadro que foi retratado um nobre. Ele está em cima de um palco e em frente a um trono, mais alto que os outros personagens da obra. Ele segura em sua mão direita um cetro, e tem em sua cabeça uma coroa, o que nos permite pensar que ele é o jovem Pedro de Alcantara. Logo abaixo dele, está um sacerdote, que porta vestimentas brancas e douradas e tem seu braço direito estendido em direção à plateia. Abaixo do sacerdote, está um homem com vestimentas brancas, que segura uma lança em sua mão direita e um tecido dobrado em sua mão esquerda. Por fim, no ponto mais baixo do setor, está um grupo de pessoas fardadas, que nos leva a pensar que são militares.

## Contexto
O ano de 1830, foi palco para diversas disputas de poder entre o então imperador D. Pedro I e a sociedade civil. Influenciados pelos ideais liberais da Revolução de 1830 na França, buscava-se que D. Pedro I afirmasse a moderação do ministério e desvinculasse-o com o arcabouço institucional herdado de seu pai. O Imperador efetuara uma viagem a Minas Gerais, onde foi recebido com frieza; ao voltar à Corte, foi recebido pelos portugueses com uma manifestação noturna de luminárias e, reagindo os nacionais, ocorrem conflitos conhecidos por Noite das Garrafadas. O monarca, então, desfaz o ministério, de índole moderada, e o substitui por outro que foi recebido como absolutista - o que inflama ainda mais os ânimos. No dia 2 de abril, em meio a essas disputas, o Imperador renuncia de seu cargo em favor de seu filho, Pedro de Alcantara, ainda criança, e parte para Portugal.
Devido à incapacidade da criança de assumir o trono, os parlamentares optaram por escolher três senadores para compor a primeira Regência Provisória e, assim, dar início ao Período Regencial brasileiro. Os escolhidos foram: Francisco de Lima e Silva, Nicolau Pereira de Campos Vergueiro e José Joaquim Carneiro de Campos, um militar, um liberal e um conservador, respectivamente.
O período regencial se estendeu até o dia 24 de julho de 1840, em que foi declarada a Maioridade de Pedro de Alcantara - que, à época, contava apenas 14 anos. Esse artifício foi utilizado como uma maneira de acalmar os diversos protestos que ocorriam no Brasil à época, como a Guerra dos Farrapos, Sabinada, Cabanagem, Revolta dos Malês e Balaiada.
A obra retrata o dia 18 de julho de 1841, momento da coroação do segundo e último imperador do Brasil, D. Pedro de Alcantara (conhecido como D. Pedro II), aos seus 15 anos. É nesse momento que encerra-se o Período Regencial brasileiro, existente desde 1831.
Essa obra fez parte de um projeto do Império brasileiro "que tinha nas 'Belas-Artes' um dos seus núcleos centrais de realização, com ênfase em reflexões sobre a 'nação' e a 'brasilidade'", do qual Araújo Porto-Alegre foi um dos principais responsáveis pela execução.

## Análise
A Academia Imperial de Belas Artes dominou grande parte do cenário artístico do Período Imperial da história brasileira, especialmente do processo de construção do “imaginário nacional”, encomendado pela Corte como uma forma de fazer do Império uma nação civilizada. Enquanto um pintor do período imperial, Araújo Porto-Alegre e suas obras tiveram importância decisiva para a realização desses objetivos. "No Brasil, a tarefa de recensear e homenagear os grandes mortos cabe principalmente aos membros das instituições culturais e artísticas do Império. Encarregado de auxiliar o governo imperial na definição de um projeto nacional, o Instituto Histórico e Geográfico Brasileiro recebe também a missão de selecionar no passado as figuras dignas de serem lembradas", afirma a crítica de arte Armelle Enders.
As obras que surgem nesse período, portanto, são carregadas de significado político. A crescente publicação de obras com cunho nacionalista prova a mobilização que essas pinturas provocaram em termos de afluência pública e a eficácia desse processo de institucionalização de imagens.
O período foi marcado pelas obras de Pedro Américo e Vitor Meirelles, além da polêmica que envolveu os dois pintores com relação às telas "A Primeira Batalha dos Guararapes" e "Batalha do Avaí". "Acusaram, ora uma, ora outra, de infidelidade ao fato histórico e/ou de idealizar os combates representados, destituindo-os de emoção. A busca pela precisão histórica começava a tornar-se uma exigência para os pintores no meio acadêmico. As escolhas destes artistas devem ser inseridas num momento de reformulações teóricas no campo acadêmico. Tais mudanças envolviam um intenso debate no qual a função que a pintura histórica era o foco principal", afirma Isis de Castro.